# Laab im Walde
Laab im Walde est une commune autrichienne du district de Mödling en Basse-Autriche.